# جونو (أسطورة)

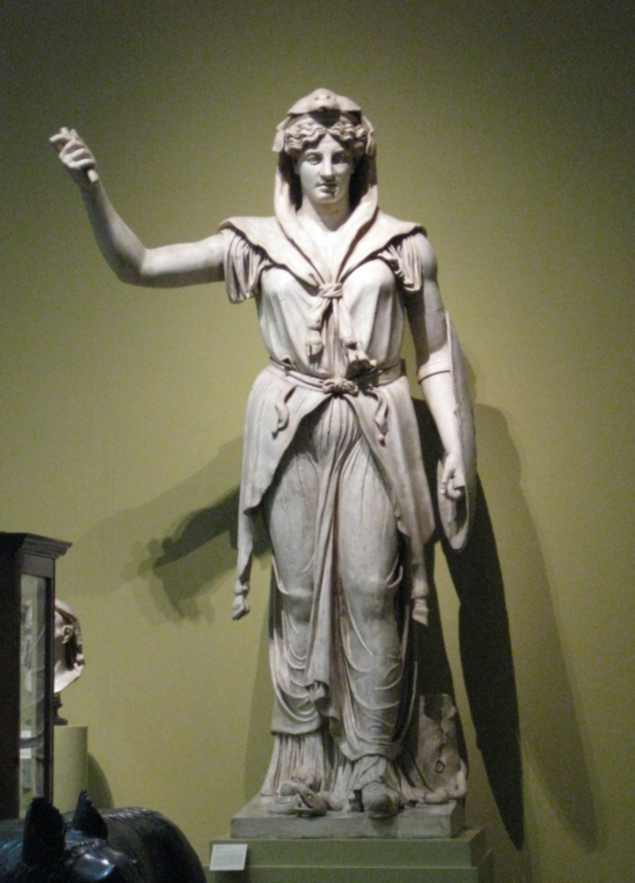
جونو ملكة الآلهة

جونو (باللاتينية: Juno) أخت وزوجة جوبيتر كبير الآلهة في الأساطير الرومانية، وبصفتها زوجة لجوبيتر فقد كانت كبيرة الآلهة وأكثر الإلهات نفوذاً. وقد أدَّت الدور نفسه الذي أدتًّه الإلهة هيرا في الأساطير الإغريقية.

## تاريخ
كانت نساء الرومان بصفة خاصة يقدسن جونو، فقد كانت ملكة الزواج . وحسب اسمها الاتيني (جونو لوسينا – جونو التي تقود إلى النور ) ، فقد كانت إلاهة ميلاد الأطفال . وقد خصصوا لها معبدها الأساسي، وأطلقوا عليه اسم جونو مونيتا، أي جونو التي تقدم النصح . وكان الرومان يسكون نقودهم قرب هذا المعبد . كانت مونو وجوبيتر و مينيرفا من الشخصيات المعبودة الثلاث التي دفنت في أضرحة داخل معابد على تل الكابيتول الذي كان المركز الديني لروما القديمة . وقد أطلق على هذه الآلهة الثلاثة ثالوث الكابيتول .عاش جوبيتر وجونو زواجاً عاصفاً، لأن جونو كانت تغار من علاقات جوبيتر الغرامية مع الإلاهات والنساء العاديات وكانت تضطهد خليلاته .